# Svetlana Ishmouratova
Svetlana Irekovna Ishmouratova (em russo:  Светлана Ирековна Ишмуратова; em tártaro: Svetlana İrek qızı İşmoratova) (Zlatoust, 20 de abril de 1972) é uma biatleta russa. Ishmouratova conquistou três medalhas olímpicas: uma de bronze nos Jogos Olímpicos de Inverno de 2002 em Salt Lake City, e duas de ouro nos Jogos Olímpicos de Inverno de 2006 em Turim.